# 蒙加尔东
蒙加尔东（法語：Montgardon，法語發音：[mɔ̃ɡaʁdɔ̃]）是法国芒什省的一个旧市镇，属于库唐斯区。2016年，蒙加尔东与市镇临近的8个市镇合并为新市镇拉艾。

## 地理
蒙加尔东（49°16'49"N, 1°34'22"W）面积13.32 平方千米，位于法国诺曼底大区芒什省，该省份为法国西北部沿海省份，西、北、东北三面环大西洋，东起顺时针与卡爾瓦多斯省、奧恩省、马耶讷省和伊勒-维莱讷省接壤。
与蒙加尔东接壤的市镇（或旧市镇、城区）包括：艾河畔昂戈维尔、艾河畔布雷特维尔、格拉蒂尼、拉艾、艾河畔圣日耳曼、圣桑福里安-勒瓦卢瓦、叙尔维尔。

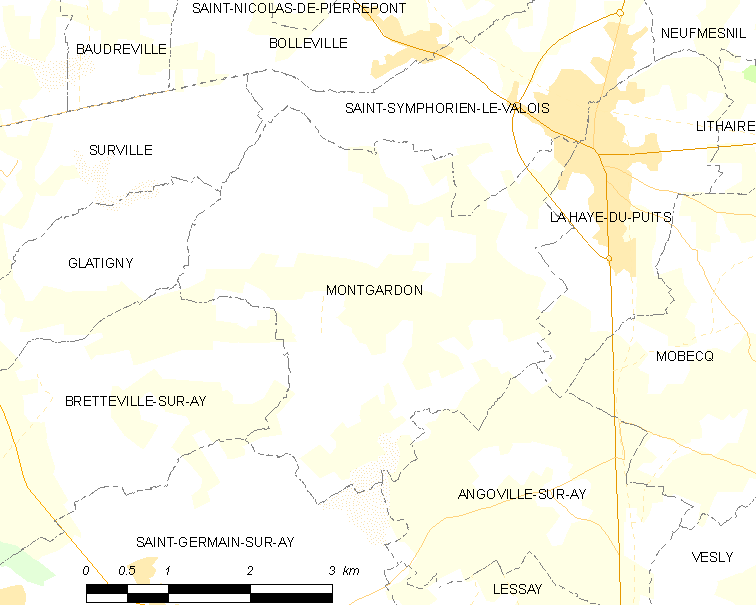
蒙加尔东的OSM定位图

蒙加尔东的时区为UTC+01:00、UTC+02:00（夏令时）。

## 行政
蒙加尔东的邮政编码为50250，INSEE市镇编码为50343。

## 政治
蒙加尔东所属的省级选区为克雷昂斯县。

## 人口

1962-2008年间蒙加尔东人口变化图示

蒙加尔东于2018年1月1日时的人口数量为472人。